# Hungler Imre
Hungler Imre (Budapest, 1902. szeptember 19. – 1984. április 12.) magyar labdarúgó, köztisztasági tiszt. A sportsajtóban Hungler III néven volt ismert.

## Családja
Hungler Imre és Samu Anna fiaként született. Bátyjai, József és János szintén a Ferencvárosban játszottak. 1931. október 24-én Budapesten házasságot kötött Gabriel Annával, Gabriel Mihály és Horváth Cecilia lányával. Családi nevét 1934-ben Héjjasra változtatta.

## Sikerei, díjai
Ferencvárosi TC
- Magyar bajnokság
  - ezüstérmes: 1923–24